# Kanton Bois-Colombes
Kanton Bois-Colombes is een voormalig kanton van het Franse departement Hauts-de-Seine. Kanton Bois-Colombes maakte deel uit van het arrondissement Nanterre en telde 23.885 inwoners (1999).
Het werd opgeheven bij decreet van 24 februari 2014, met uitwerking in maart 2015

## Gemeenten
Het kanton Bois-Colombes omvatte de volgende gemeente:
- Bois-Colombes